# Kulcita
Kulcita (Culcita) je jediný rod čeledi kulcitovité kapradin z řádu cyateotvaré. Jsou to pozemní kapradiny s vícenásobně zpeřenými velkými listy. Patří do příbuzenstva stromových kapradin, nevytvářejí však větší kmen. Rod zahrnuje pouze 2 druhy, z nichž jeden (kulcita velká) roste v Makaronésii a na Pyrenejském poloostrově a druhý v tropické Americe.

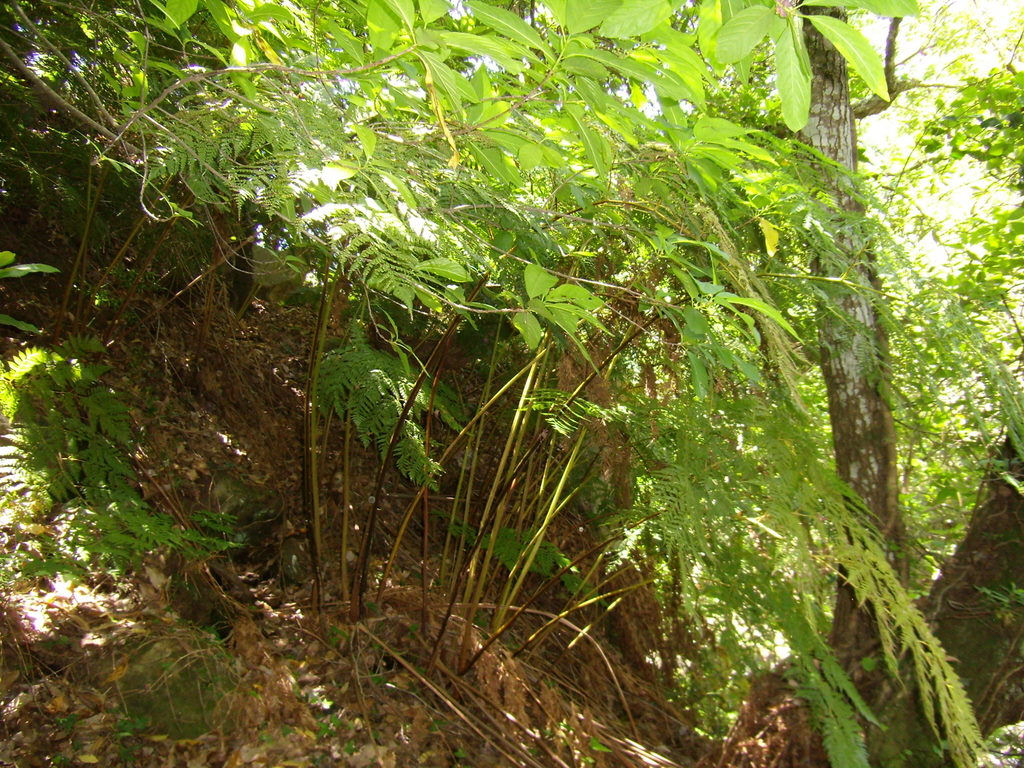
Kulcita velká v jižním Španělsku

## Popis
Kulcity jsou pozemní kapradiny. Oddenek je plazivý nebo vystoupavý, bez chlupů nebo šupin. Stromovité formy nevytvářejí, kmen je nanejvýš krátký, na vrcholu hustě pokrytý lesklými, kaštanově hnědými chlupy. Cévní svazky jsou typu solenostélé a jsou obklopeny sklerenchymatickou pochvou. Listy jsou stejnotvaré a velké (obvykle přes 1 metr). Čepel je 3x až 5x zpeřená. Žilnatina je tvořena volnými žilkami. Výtrusné kupky se vytvářejí po straně na koncích žilek a jsou kryté dvouchlopňovou ostěrou. Výtrusy jsou čtyřstěnné, triletní.

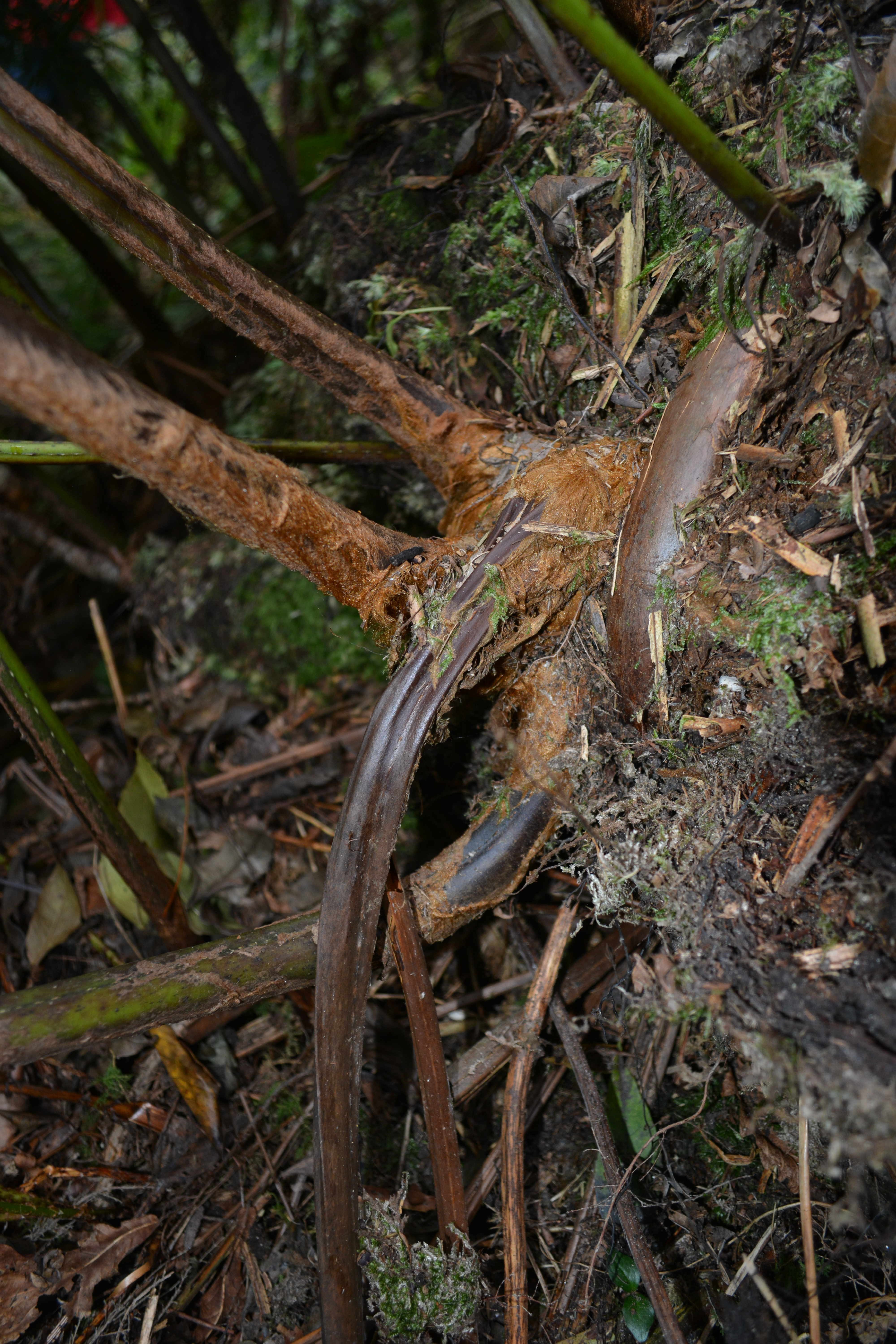
Báze listů kulcity velké
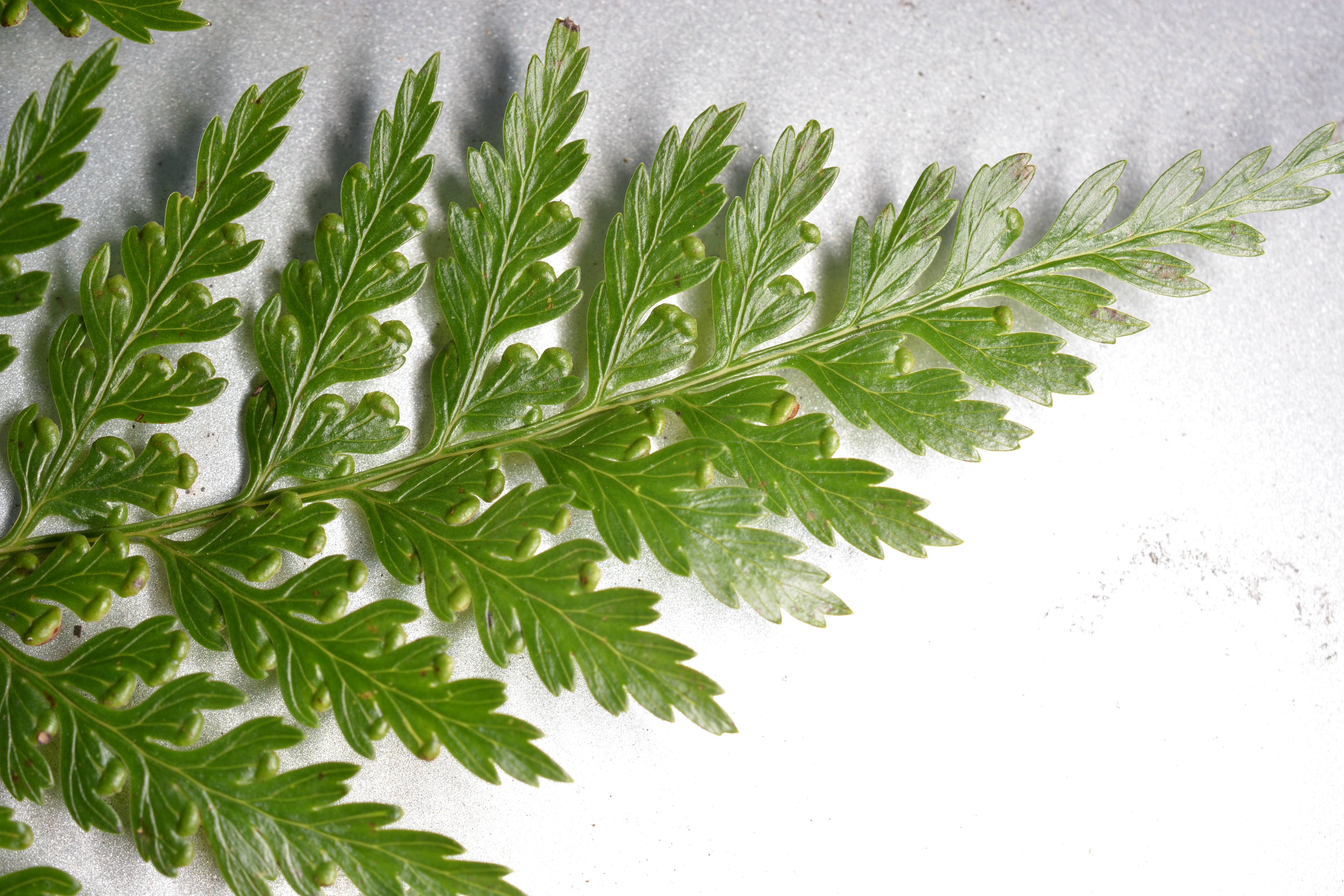
Detail špice listu kulcity velké
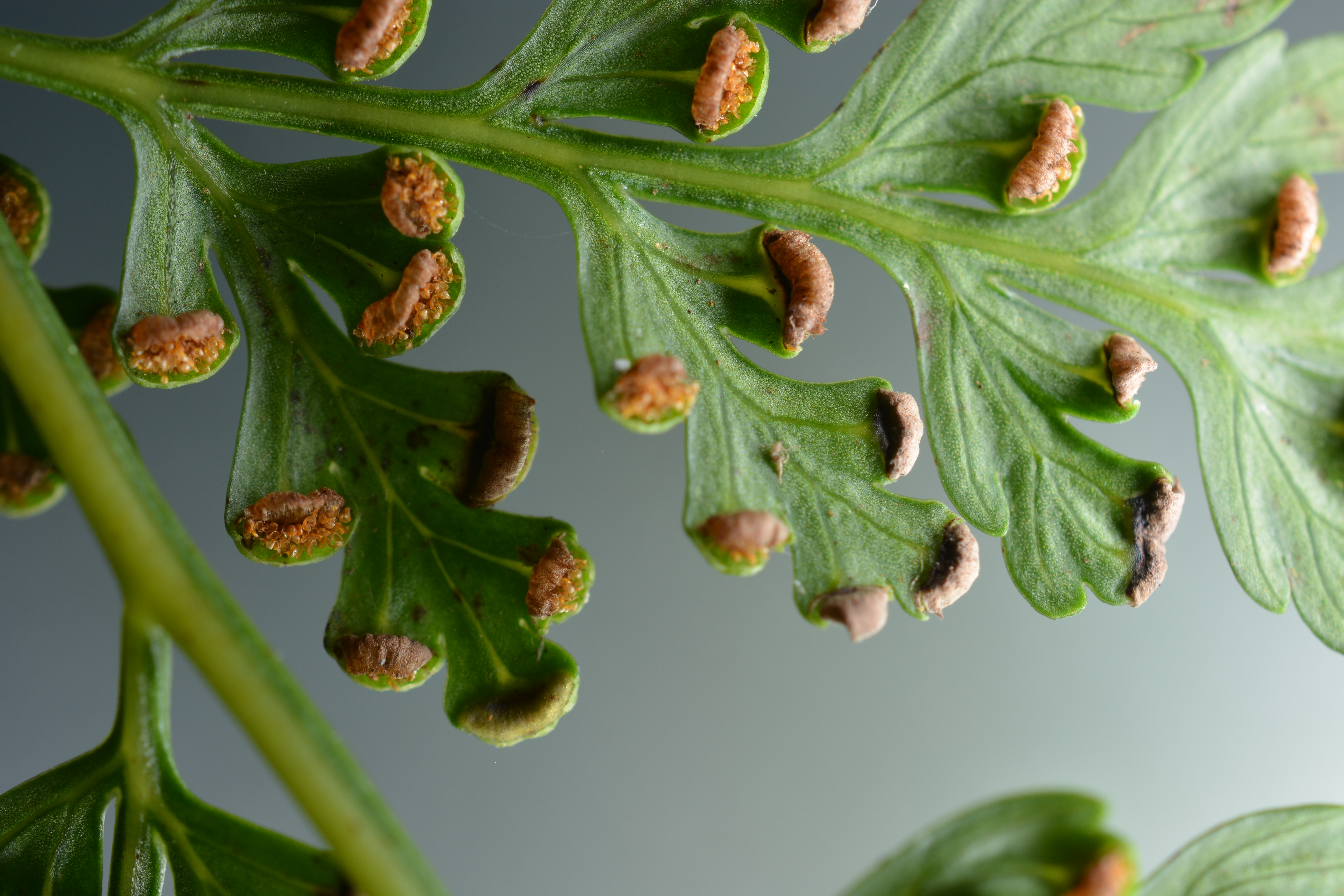
Detail výtrusnic kulcity velké

## Rozšíření
Rod kulcita zahrnuje 2 druhy a má výrazně disjunktní areál. Kulcita velká (Culcita macrocarpa) se vyskytuje v Makaronésii na Azorských ostrovech, Madeiře a Tenerife a na Pyrenejském poloostrově. Ve Španělsku je rozšířena v Galicii, Andalusii a na pobřeží Kantábrie, v Portugalsku roste při atlantickém pobřeží. Druh Culcita coniifolia se vyskytuje v tropické Americe od Mexika a Karibských ostrovů po Peru a Brazílii.
Kulcita velká je svým výskytem vázána na vlhké poříční a pobřežní lesy a hluboká údolí a často roste v blízkosti vodopádů vytvářejících ve vzduchu jemný aerosol. Americký druh Culcita coniifolia roste v horských vlhkých a mlžných lesích v nadmořských výškách přibližně od 2000 do 3000 metrů. Vyskytuje se i na vrcholech venezuelských stolových hor.

## Taxonomie
Čeleď Culcitaceae je sesterskou větví čeledi Plagiogyriaceae. V minulosti byla kladena do blízkosti rodu Calochlaena v rámci čeledi Dicksoniaceae (případně byly druhy rodu Calochlaena součástí rodu Culcita), fylogenetické studie však blízkou příbuznost nepotvrdily. Čeleď Culcitaceae byla popsána v roce 1970.

## Zástupci
- kulcita velká (Culcita macrocarpa)[8]

## Význam
Kulcita velká je místně pěstována k okrasným účelům a má využití v medicíně.
Rod kulcita není uváděn z žádné české botanické zahrady.